# Squadra antidroga
Squadra antidroga (W.B., Blue and the Bean) è un film statunitense del 1989 scritto, diretto e prodotto da Max Kleven.

## Trama
Alcuni cacciatori di taglie capitanati da Roger Donaldson detto White Bread è stato reclutato da un garante Mike Ridgeway per far mantenere in vita un testimone in un processo di droga.